# 129985 Jimfreemantle
129985 Jimfreemantle è un asteroide della fascia principale. Scoperto nel 1999, presenta un'orbita caratterizzata da un semiasse maggiore pari a 2,6560040 UA e da un'eccentricità di 0,0948978, inclinata di 10,08370° rispetto all'eclittica.